# Imogene Lynn
Imogene Lynn (1922 – 2003) est une chanteuse américaine de jazz et de pop du vingtième siècle.

## Biographie
Lynn est née le 9 septembre 1922 à Trenton dans le Missouri. Elle a commencé à chanter professionnellement en 1940, accompagnant Emerson Gill et d'autres groupes lors d'une tournée nationale dans des salles de bal et des hôtels de luxe. Au début de l'année 1942, elle rejoint le groupe d'Art Jarrett, puis, plus tard dans l'année, celui de Ray McKinley, avec lequel elle enregistre Big Boy et Who Wouldn't Love You?. Le magazine Billboard a commenté une apparition en 1942 au Commodore Hotel (en) de New York avec le groupe de McKinley en ces termes : « Imogene Lynn est la féminité incarnée et elle embellit le département vocal avec une belle voix grave et une apparence chic. »,,.
En 1944, Lynn rejoint le groupe d'Artie Shaw, avec lequel elle part en tournée et enregistre Ac-Cent-Tchu-Ate The Positive et Can't Help Lovin' Dat Man (en). Après deux ans avec Shaw, Lynn devient brièvement la chanteuse principale du groupe vocal The Merry Macs (en). Elle quitte les Merry Macs pour rejoindre le groupe vocal The Smart Set en 1947,,, puis en 1949, elle devient chanteuse principale des Starlighters (en) après que Pauline Byrns (en) a pris sa retraite en 1947. En tant que membre des Starlighters, elle chante comme choriste pour Nat King Cole, Dean Martin, Frank Sinatra, Jo Stafford et d'autres vedettes.
De 1947 à 1967, Lynn a doublé des voix pour des films. Elle a doublé la voix chantée de Mona Freeman dans Maman était new-look (Mother Wore Tights, 1947) et Les Filles du major (Isn't It Romantic?, 1948), Loretta Young dans Maman est étudiante (Mother Is a Freshman, 1949), Leslie Parrish dans Li'l Abner (en) (1959) et Vera Miles dans Beau James (en) (1957). Elle a prêté son chant au personnage principal du dessin animé de Tex Avery Red Hot Riding Hood (1943) et à son sosie dans Droopy en Alaska (The Shooting of Dan McGoo, 1945), et a chanté dans d'autres dessins animés. Elle est également apparue à l'écran en chantant et en dansant dans Les hommes préfèrent les blondes (1953),.
Lynn était mariée au musicien Mahlon Clark (en). Elle est morte le 24 février 2003 à Lancaster en Californie.